# Le Boss (Détective Conan)
Pour les articles homonymes, voir Le Boss.
Le Boss est un personnage du manga et animé Détective Conan. Il est le mystérieux chef de l'Organisation des hommes en noir. Ses subordonnés l’appellent respectueusement Cette personne (あの方, Ano kata).
L'identité du Boss est l'un des principaux mystères de la série. Son numéro fuite tout d'abord, à la suite d'une erreur de Vermouth. Des indices mènent jusqu'à lui, introduits au fil du manga. 
Finalement, c'est dans le chapitre 1008 du tome 95 que sa véritable identité est révélée, via un code mystérieux découvert par Akai et Conan et lié à une affaire de meurtre datant de 17 ans. Une fois résolu (par Yusaku Kudo), celui-ci dévoile le nom de Renya Karasuma : ce dernier est donc présumé être le fameux Boss de l'Organisation.

## Contexte
Le Boss apparaît comme étant la plus haute autorité dans l'Organisation des hommes en noir, cette personne planifie et dirige les activités et missions criminelles de l'Organisation. Il communique par messagerie téléphonique, son numéro de téléphone suit les notes de la chanson pour enfants intitulée Les sept enfants (七つの子, Nanatsu no ko). À noter que Nanatsu no ko se traduit par « les sept enfants » mais il peut aussi se traduire par « enfant de sept ans ». Le numéro est #969#6261 et correspond à l'aire téléphonique de la région de Tottori, plus précisément la ville de Kurayoshi où habiterait donc le Boss. Celui-ci est responsable de la promotion de tous les agents au sein de l'Organisation et il leur attribue des noms de code inspirés de noms d'alcools. Le FBI pense que seuls quelques agents haut placés, comme Gin et Vermouth, peuvent les mener jusqu'au Boss.

## Personnalité
Peu de choses sont connues à propos de la personnalité du Boss, il semble être assez impitoyable, pouvant ordonner le meurtre de membres loyaux et de longue date pour une simple erreur. Le Boss est également décrit par Vermouth comme étant extrêmement prudent, elle déclare à son sujet qu'il pourrait dynamiter un pont afin de s'assurer de sa solidité. D'une façon ou d'une autre, celui-ci peut entretenir la loyauté et l'unité au sein de l'Organisation malgré la haine que peuvent ressentir certains agents l'un envers l'autre qui peuvent même souhaiter la mort de l'un des leurs. Cette personne peut également autoriser certaines missions que souhaitent exécuter certains des hommes en noir, par exemple Bourbon et Vermouth qui souhaitent savoir si Shuichi Akai est réellement mort.
Pour une raison inconnue, le Boss est très proche de Vermouth qui est décrite comme étant sa favorite au grand regret de ses ennemis et de ceux qui ne lui font pas confiance au sein même de l'Organisation. On sait même que Vermouth a un lien (familial ?) avec Ano Kata : lors du fichier 898, Bourbon dit à Vermouth « Après tout je suis l'une des rares personnes qui connaît ton secret. Je suis sûr que les autres membres seraient surpris s'ils apprenaient que par rapport au Boss, tu es sa... ». La discussion s'arrête là après que Vermouth ait mis un pistolet sur la tempe de Bourbon. Gin est également proche de cette personne puisqu'il est l'intermédiaire entre le Boss et ses agents, Gin planifie également sur le terrain les assassinats ordonnés par le Boss.
Bien que le Boss semble être très intelligent, il a commis plusieurs erreurs sans même parfois le savoir. Ainsi Shuichi Akai et Hidemi Hondou ont été intégrés dans l'Organisation alors qu'ils étaient des espions pour le FBI et la CIA, de plus Akai a avec succès trompé le Boss en lui faisant croire qu'il a été tué par Kir. Alors que la totalité des hommes en noir obéissent à leurs patrons, certains d'entre eux ont agi contre sa volonté. Ainsi Shiho Miyano, la responsable des recherches concernant l'APTX 4869, fit défection lorsque sa sœur fut tuée par Gin sous les ordres du Boss, Vermouth protège également Conan Edogawa alors qu'il est un danger pour l'Organisation, menaçant son existence même.

## Implication dans l'intrigue

### Avant le commencement de l'intrigue
Lors d'une confrontation entre l'Organisation et le FBI, James Black explique à Conan que le but de la mission d'infiltration de Shuichi Akai était de capturer un membre haut placé des hommes en noir qui pourrait donc les mener jusqu'au Boss. Après trois ans d'infiltration, le Boss donna à Dai Moroboshi (l'identité d'Akai sous l'Organisation) le nom de code « Rye » et lui ordonna de travailler sous les ordres de Gin, le plan du FBI pour capturer Gin échoua lorsque la vraie allégeance de Shuichi fut découverte à la suite d'une grave erreur de l'agent André Camel. Deux ans après les faits, le Boss considéra Akai comme étant un « Silver Bullet », c'est-à-dire une personne très dangereuse pour l'Organisation et craint qu'il la détruise.

### Assassinat de Shigehiko Nomiguchi et Pisco
Avant cette confrontation avec l'Organisation, Conan ignorait si une quelconque autorité dirigeait l'Organisation et ses membres. Cependant une conversation entre Gin et Pisco - à propos de la planification du meurtre d'un député du nom de Shigehiko Nomiguchi - révéla à Conan l'existence du Boss. Gin communique les ordres du Boss à Pisco : il doit assassiner le député Nomiguchi avant qu'il ne parle car il est sur le point d'être arrêté pour une affaire de corruption, il peut également utiliser l'APTX 4869 si nécessaire. Pisco réussit sa mission mais il fut accidentellement pris en photo lors qu'il utilisa une arme afin de tuer le député, le Boss ordonna donc à Gin de tuer Pisco.

### Le Boss contacte Vermouth
Vermouth met secrètement en place un plan pour tuer Sherry et sans même en informer l'Organisation. Quelqu'un découvre que Vermouth préparait quelque chose sur un bateau où s'organisait une fête pour Halloween, Gin ordonne à Vodka de la surveiller et de ne pas hésiter à la tuer et cela même si elle est la favorite du Boss. Lors de la fête, un homme que Vermouth a manipulé afin qu'il tue un célèbre réalisateur, accuse celle-ci d'être derrière le meurtre. Ayant été informé de cela, le Boss envoie un message téléphonique à Vermouth lui informant que sa liberté avait été restreinte et qu'elle devait retourner auprès de lui : « Je t'ai laissé trop de liberté. Rentre, Vermouth. ». Vermouth répond au Boss en lui envoyant un message, Conan - qui simulait le sommeil - enregistre le son produit par les touches lorsque Vermouth a composé le numéro du Boss, mais celle-ci s'enfuit et détruit la boite.

### Numéro et localisation du Boss
Conan pense à de nombreuses reprises au moment où Vermouth a composé le numéro du Boss de l'Organisation, malheureusement celle-ci détruit la boîte avec laquelle Conan avait enregistrée le son produit par les touches d'un téléphone lorsque l'on compose le numéro. Mais Conan remarque que le numéro ressemble fortement aux notes d'une chanson pour enfants très connue au Japon : Les Sept enfants (Nanatsu no Ko (七つの子)) qui mentionne des corbeaux, animal qui semble être relié plus ou moins à l'organisation. Ainsi, il est en mesure de déterminer son numéro de téléphone - #969#6261 - il en déduit ainsi que le Boss habiterait dans la région de Tottori, plus précisément dans une ville nommée Kurayoshi - d'ailleurs Ai Haibara réagit quand Conan parle de cette ville - mais celle-ci le dissuade de composer le numéro. Si Conan le fait ce serait, selon les termes d'Haibara, comme ouvrir la boîte de Pandore et provoquerait la mort de tous les proches de celui-ci. Conan lui demande si elle a déjà rencontrée le Boss, elle répond qu'elle l'ignore, ce qui indique qu'elle ne connaît son identité. Mais elle qualifie le Boss comme étant incroyable dans le sens où il pourrait être une personne que personne ne soupçonnerait.

### Tentative d'assassinat sur Yasuteru Domon et Kogoro Mouri
Le Boss ordonne l’assassinat de Yasuteru Domon, le FBI pense que le Boss veut le tuer car il craint que Domon devienne le Premier Ministre. Lorsque Gin découvre que Rena Mizunashi, alias Kir, a été capturée par le FBI et qu'un émetteur a été mis sur ses vêtements, il demande au Boss la permission de tuer la dernière personne qui a été en contact avec elle: Kogoro Mouri. Le Boss autorise Gin à changer de cible et de tuer Kogoro, mais la tentative d'assassinat échoue à cause de Shuichi Akai, l'intervention d'Akai oblige Gin et ses complices à fuir et leur fait penser que c'est le FBI qui a capturé Kir et mis l'écouteur, et qu'ils ont manipulé Kogoro Mouri sans qu'il ne le sache. Yasuteru Domon retourne dans son bureau, étant en sécurité il devient donc vain de le tuer.

### La promotion de Kir
Tandis que l'Organisation recherche Kir qui est entre les mains du FBI, Chianti demande pourquoi Rena Mizunashi a été promue avant elle, Gin révèle que c'est parce qu'elle a démasqué un espion - Ethan Hondou - et qu'il y a eu une confrontation entre eux. Cependant Ethan la maîtrisa et la tortura pour que Rena lui donne des informations sur l'Organisation, elle ne céda pas et garda le silence, elle réussit à le désarmer et le tua. Les blessures sur le corps d'Ethan et l'enregistrement qu'il a effectué concorde avec le récit de Rena, le Boss lui offrit donc une promotion prématuré et l'alias Kir afin de récompenser sa loyauté.
En réalité, le Boss a été trompé, Ethan Hondou était le père de Kir et ils étaient tous les deux des espions de la CIA infiltrés dans l'Organisation. Rena commis une erreur qui aurait pu révélé son allégeance pour la CIA, afin d’empêcher cela Ethan ordonna à Kir de le tuer et de raconter à l'Organisation l'histoire qui fut à l'origine de sa promotion et ainsi maintenir sa couverture. En réalité, c'est Ethan Hondou qui s'est suicidé.

### Le Boss à la recherche de Kir
À la suite de la capture de Kir par le FBI, Vermouth découvre que celle-ci a été en réalité victime d'un accident de voiture et donc qu'elle doit se trouver dans un hôpital. Le Boss envoie ses agents en infiltration dans différents hôpitaux afin de voir dans lequel Kir est hospitalisée. L'un d'entre eux, Rikumichi Kusada, se trouve dans l'hôpital d'Haido où est hospitalisé Kir, il contacte le Boss en lui envoyant un message afin de l'informer de l’avancée de sa mission. Conan apprend qu'Eisuke Hondo, le frère de Kir, a entendu la mélodie Nanatsu no ko, c'est ainsi que lui et le FBI apprennent qu'un membre de l'Organisation se trouve dans l'hôpital.

### Le Boss ordonne à Kir de tuer Akai
Après que l'Organisation a réussi à récupérer Kir des griffes du FBI après une longue confrontation, Gin est interloqué par l'absence de réaction de Shuichi Akai et la facilité avec laquelle ils ont réussi à reprendre Kir. Il pense qu'Akai cache quelque chose et communique ses soupçons au Boss qui est également suspicieux, Gin et le Boss mettent en place un plan pour tester la loyauté de Kir. L'Organisation profite du fait que le FBI se concentre sur une affaire afin de mettre en place le plan, Gin transmet à Kir les ordres du Boss : afin de regagner sa confiance elle doit tendre un piège à Shuichi Akai et l'assassiner. Kir obéit et appelle Akai prétextant qu'elle a besoin d'aide pour fuir de l'Organisation, il la rejoint et celle-ci lui tire dessus, le tuant en apparence, Gin et Vodka assistent à la scène grâce à une caméra.
Cependant le Boss a été une nouvelle fois trompé, Conan Edogawa a mis en place un plan pour simuler la mort de Akai Shuichi.

### La mission de Bourbon
Bourbon se voit assigner la tâche de trouver Sherry. En réalité, il mène secrètement avec Vermouth, et l'approbation du Boss, une mission qui ne concerne pas Sherry : il doit vérifier si Shuichi Akai est vraiment mort en observant les réactions de ses collègues du FBI lorsqu'ils l’aperçoivent déguisé sous l'apparence d'Akai.

## Informations donnés par Gosho Aoyama
- Le nom du boss a été mentionné au moins une fois avant le chapitre 551, qui correspond au dossier 9 du tome 53. Il n'a pas été precisé s'il est apparu en personne[15].
- "L'Organisation des hommes en noir" n'est pas son vrai nom, si le vrai nom de l'organisation était révélé, l'on connaîtrait l'identité du Boss[16].
- Le Boss donne des noms d'alcool comme alias pour ses agents, mais il n'a pas de nom de code[17].
- Le Boss n'est pas le professeur Agasa[18].
- Seul lui et Minami Takayama, son ex-femme, connaissent l'identité du Boss[19]

## Spéculation sur l'identité du Boss

### Renya Karasuma (tome 30 - dossier 4-7 / épisode 219)
Renya Karasuma (烏丸 蓮耶, Karasuma Ren'ya) est un personnage évoqué au cours du tome 30, très précisément dans le chapitre 300 du manga. Cette affaire voit un groupe de sept détectives se réunir dans l'ancien manoir abandonné de la famille Karasuma, un drame s'est déroulé en ces lieux 40 ans plus tôt.
Renya Karasuma était un milliardaire fortuné, c'était un homme âgé de 99 ans, mégalomane, cupide et obsédé par l'idée de sa mort prochaine. Karasuma décède dans des circonstances mystérieuses 50 ans avant l'intrigue principale et, 10 ans après sa mort, une vente aux enchères est organisée dans son manoir pour vendre ses biens de valeur. Des hommes politiques influents et peu fréquentables, de puissants magnats du monde des affaires ainsi que gens de la mafia étaient présents. Là-dessus, deux individus trempés par la pluie arrivent au manoir et offrent de la marijuana aux invités en échange d'un abri contre la pluie : dans un état second, les invités commencent à avoir des hallucinations démoniaques et à s'entretuer provoquant un massacre d'une grande horreur et laissant derrière eux un spectacle sinistre s'apparentant à une vision de l'enfer. Les deux hommes se sont avérés en avoir après les objets de valeur et ont profité de la confusion pour s'enfuir avec ; la police n'a jamais élucidé cette affaire, du fait de l'importance des victimes et des suspects dans ces meurtres.
Conan découvre sur la fin que, de son vivant, Karasuma avait engagé des archéologues pour rechercher le trésor de son manoir. Il prévoyait depuis le début de les assassiner une fois le trésor trouvé mais, perdant patience et sentant la fin de sa vie approcher, les a fait assassiner quand même, de peur qu'un autre que lui ne trouve le trésor après sa mort : il ne laisse ainsi aucun témoin.
Les événements concernant Renya Karasuma sont et restent mystérieux et, chose surprenante, Conan ne résout pas cette affaire ce qui est une exception dans le manga. Plusieurs éléments permettent de supposer que Karasuma est le fameux Boss de l'Organisation :
- L'emblème de Renya Karasuma est le corbeau, or l'Organisation semble avoir un lien plus ou moins étroit avec cet animal. Akemi Miyano déclare avant de mourir que les membres de l'Organisation sont vêtus de noir car c'est la couleur du corbeau. Le numéro du Boss produit les notes de la chanson "Les sept enfants" qui évoque des corbeaux, plus précisément une mère corbeau qui pleure car elle a perdu ses sept enfants.
- Renya Karasuma est censé avoir perdu la vie 50 ans avant l'intrigue principale, Ai Haibara déclare que Shinichi Kudo est profondément impliqué dans le projet qu'élabore l'Organisation depuis... un demi-siècle.
- Le nom du Boss a été mentionné une fois dans le manga. Renya Karasuma est mentionné une seule fois et il n'apparait pas en personne, il est cependant représenté par une figure noire avec un corbeau sur son épaule[20]. Si Karasuma était un simple personnage sans importance, il serait étrange de dissimuler son apparence au lecteur.
- Si le nom réel de l'Organisation des hommes en noir était connu, tous les protagonistes connaitraient l'identité du Boss. Karasu signifie en japonais « corbeau », Karasuma peut se traduire par « association de corbeaux », l'on peut donc supposé que l'Organisation s'intitule en réalité « L'association de corbeaux ».

Lors du chapitre 1008, Yusaku Kudo et Shuichi Akai en viennent à la conclusion que le code laissé par Kohji Haneda ne forme qu'un mot. Lorsque Yusaku l'explique à Conan, il est alors révélé que « PUT ON MASCARA » donnant « ASACA RUM » signifie en réalité « CARASUMA » soit le nom de Renya Karasuma, présumé Boss de l'Organisation et crésus réputé mort depuis près de 50 ans.

### Sur le Boss
À partir du volume 24, le chef de cette mystérieuse Organisation est mentionné par ses subordonnés en les termes « cette personne » (Ano Kata (あの方)), et sa véritable identité (mais pas sa véritable apparence) ne sera révélée qu'au volume 95 : il s'agit en effet de Renya Karasuma, milliardaire ténébreux et sanguinaire qui se fait passer pour mort et qui vivrait encore aujourd’hui, dans l'ombre, bien qu'étant supposément supercentenaire, ce qui soulève de nombreuses interrogations et laisse penser qu'il aurait quand même survécu par des moyens inconnus.
Conan découvre la légende de Karasuma dans le tome 30, lorsqu'il explore son Manoir du Crépuscule abandonné sur une montagne (depuis près d'un demi-siècle), demeure luxueuse mais dans laquelle de nombreux massacres ont eu lieu. L'emblème des Karasuma est le corbeau, et Renya lui-même a le physique d'un corbeau, expliquant son nom de famille (« karasu » : corbeau ; « karasuma » : association du corbeau) ainsi que la couleur noire omniprésente dans l'Organisation « des corbeaux ». Apparemment, le véritable nom de l'Organisation serait (au départ) le « Groupe Karasuma », un puissant consortium pharmaceutique qui a longtemps harcelé Atsushi et Elena Miyano pour qu'ils viennent travailler, de gré ou de force, dans leur laboratoires afin de développer leurs récentes recherches, probablement liées à la « manipulation de la vie » (il y a une vingtaine d'années). En effet, Elena révèle dans les cassettes destinées à sa seconde fille Shiho qu'elle et ses assistants ont récemment conçu un médicament miracle, le « Silver Bullet », ancêtre probable de l'APTX 4869. Conan, Yusaku, Yukiko et Shuichi Akai ont déduit, grâce au message ante-mortem de Kohji Haneda - « ASACA RUM », que l'Affaire Haneda avait en fait directement à voir avec son commanditaire, le grand patron de l'Organisation, « CARASUMA ».
Karasuma est donc à l'origine de tous les meurtres et autres manigances orchestrées par son Organisation pour ses mêmes intérêts, et, d'une prudence comme d'une intelligence extrême, il ne communique avec ses subordonnés que par SMS, et surtout avec ceux dont il est le plus proche : Rum, Gin et Vermouth (la favorite du Boss, visiblement très proche de lui, peut-être familialement), qui ont tous un accès quasi-direct au grand patron. Conan fut en mesure de déterminer son numéro de téléphone - #969#6261 - après que Vermouth le composa devant lui (tome 42), grâce à la tonalité des touches donnant la chanson Nanatsu No Ko (« Les 7 Petits (Corbeaux) »), ce qui signifie aussi, d'après l'indicatif, que Karasuma habiterait dans la région de Tottori, plus précisément à Kurayoshi. Ai semble connaître le Boss et son lieu de vie (elle le décrit même comme quelqu'un « d'incroyable »), et dissuade Conan de composer le numéro pour le contacter, sinon, ce serait comme ouvrir une « boîte de Pandore » : le mal absolu serait déversé, et tout le monde y perdrait la vie, car le Boss est cruel et impitoyable pour quiconque touchant à son identité ; et la police serait impuissante face à lui. La région de Tottori est réputée pour ses distilleries, et l'on sait que le Boss donne des noms de codes à ses agents basés sur des alcools, forts pour les hommes, mélangés pour les femmes. Une théorie laisse aussi penser que le Boss, tel un corbeau, vivrait dans les airs, à bord d'un avion (voir tome 42) ou au sommet d'une tour (Vermouth est souvent vue dans de luxueux hôtels de plusieurs étages).
Renya Karasuma semble être aussi intéressé par la « vie éternelle » que par la « fortune éternelle », au point de faire assassiner de rage tous les archéologues qu'il avait réunis dans son Manoir pour tenter de retrouver le fabuleux trésor de sa mère avant sa mort (en fait, le Manoir tout entier était fait d'or recouvert de peinture couleur pierre, ce qui donne une idée de la fortune colossale de cette famille et du « poids » qu'elle avait sur la société japonaise et même dans le monde), en vain, ce qui donne également une idée de son impatience et du grand danger qu'il représente. D'ailleurs, ceux qui avaient essayé de s'emparer de ses biens après sa disparition avaient fini par s'entretuer, intoxiqués à la marijuana par des agents sans doute envoyés par Karasuma lui-même, et les gouvernements du monde avaient étouffé l'affaire, car de nombreux notables y étaient liés. Le fait que le supercentenaire Karasuma soit encore en vie expliquerait pourquoi l'APTX 4869, poison qui altère le vieillissement du corps humain, aurait été développé, et aussi pourquoi Vermouth, proche du Boss, ne vieillit pas (elle fut peut-être un cobaye de cet APTX). Soit le Boss n'a jamais pris l'APTX et survit par d'autres moyens, soit il en a pris une version primitive et a rajeuni, mais chercherait encore autre chose. D'autant que certains APTX provoquent au contraire la mort... Et d'autres encore font « stagner » la vie. Et aussi, cela expliquerait pourquoi le mystérieux projet de logiciel de l'Organisation, menace pour le monde entier selon l'informaticien Suguru Itakura chargé à contrecœur de le concevoir, aurait à voir avec « la manipulation de la vie et de la mort ».
Si Conan est Sherlock Holmes, Renya Karasuma est bien évidemment le Professeur James Moriarty, son ennemi juré, le « Napoléon du crime ». Tout comme lui, il ne montre jamais son vrai visage et travaille dans l'ombre, d'où il tire les ficelles. Dénué d'humanité, cruel, mais d'une intelligence redoutable. D'ailleurs, le premier nom de l'APTX était « Shellingford », le nom original de Sherlock Holmes, et est également appelé « le détective incapable ». Sa quête de la richesse et de la puissance éternelle rappelle aussi le roi biblique Salomon, l'un des plus célèbres de tous les temps, qui tomba en déchéance en punition de son idolâtrie, après la visite chez lui de la grande Reine de Saba. Le parallèle peut être fait avec Renya : lorsque sa mère mourut, il devint un tyran abominable, ne régnant plus sur le Japon que par le mal. D'ailleurs, le tableau dans la salle à manger du Manoir du Crépuscule (qui laisse planer l'idée de « soleil glorieux qui s'éteint ») est une réplique de la Visita de la reina de Saba a Salomón.